# Edificio Mirador, Madrid
Edificio Mirador är en byggnad i postmodern arkitektur. Den återfinns i stadsdelen Sanchinarro (Hortaleza), i norra Madrid (Spanien). Den konstruerades av den nederländska arkitektbyrån MVRDV i samarbete med arkitekten Blanca Lleó, Madrid. Byggnaden innehåller 156 lägenheter.
Byggnaden har en höjd av 63,4 meter med 21 våningar med bostadslägenheter. Det mest anmärkningsvärda är den stora centrala öppningen som befinner sig 36,8 meter över marken. I den finns en gemensam trädgård och en vacker utsikt mot Sierra de Guadarrama, något som gett byggnaden dess namn (mirador=utsiktspunkt).
Idén med projektet är att denna byggnad ska visa ett traditionellt kvarter i ett förortsområde men placerat i vertikal position, varför mellanterrassen motsvarar innergården i ett kvarter och de olika färgerna i fasaderna och de skilda bostadstyperna kommer av den diversifiering som man normalt hittar i ett traditionellt kvarter.

## En konstruktion av block
Byggnaden består av nio oberoende block runt öppningen. Man kan skilja mellan blocken från utsidan tack vare de olika färgtonerna och olikheter i stenar, betong och kakel. De vita, grå och svarta bygger, medan de orangefärgade markerar förbindelserna i byggnaden. Vart och ett av dessa block har sin egen planlösning, varför man erbjuder åtminstone nio olika typer av lägenheter.

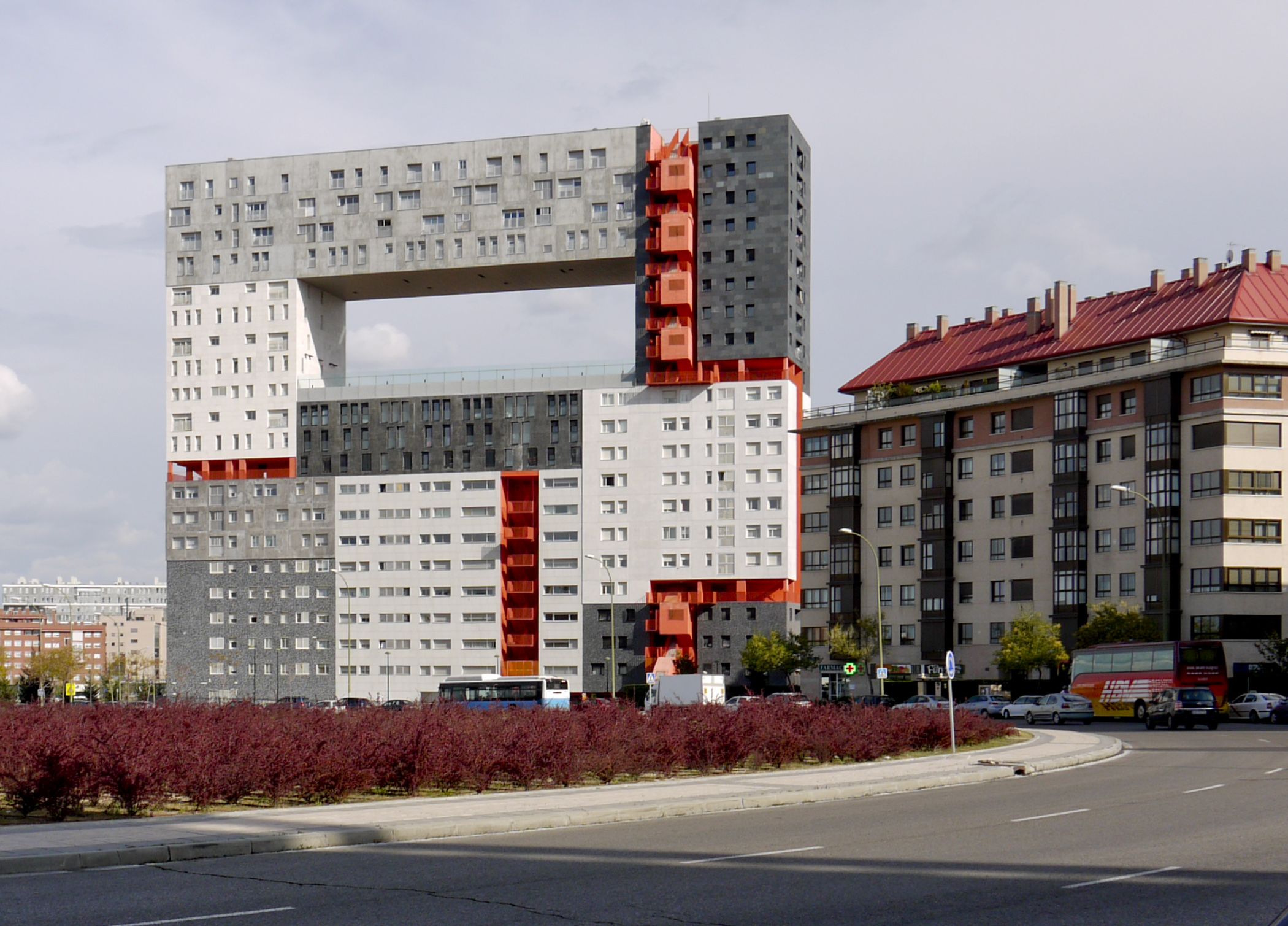
Byggnaden ligger vid en rondell
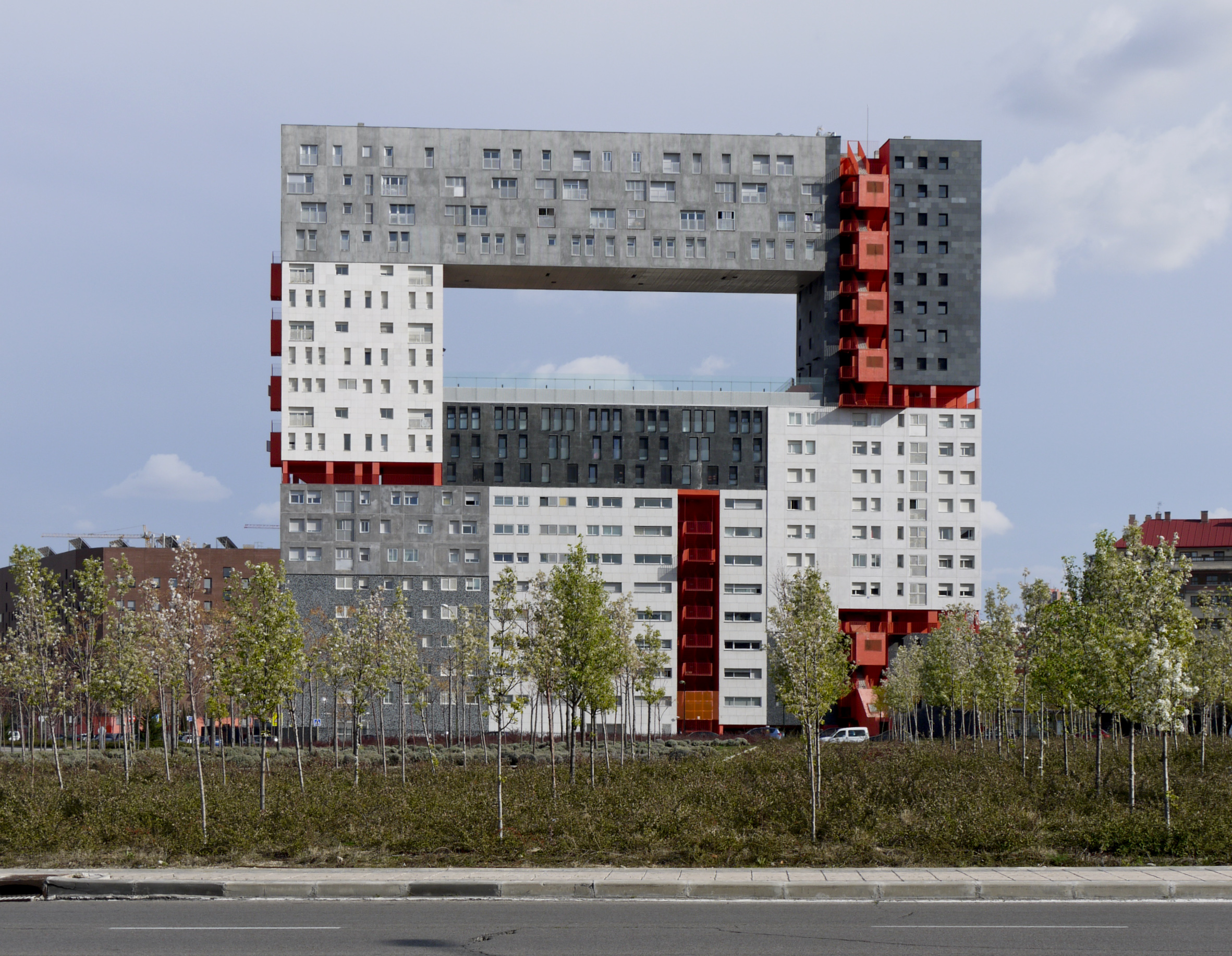
Byggnaden består av nio block runt en öppning
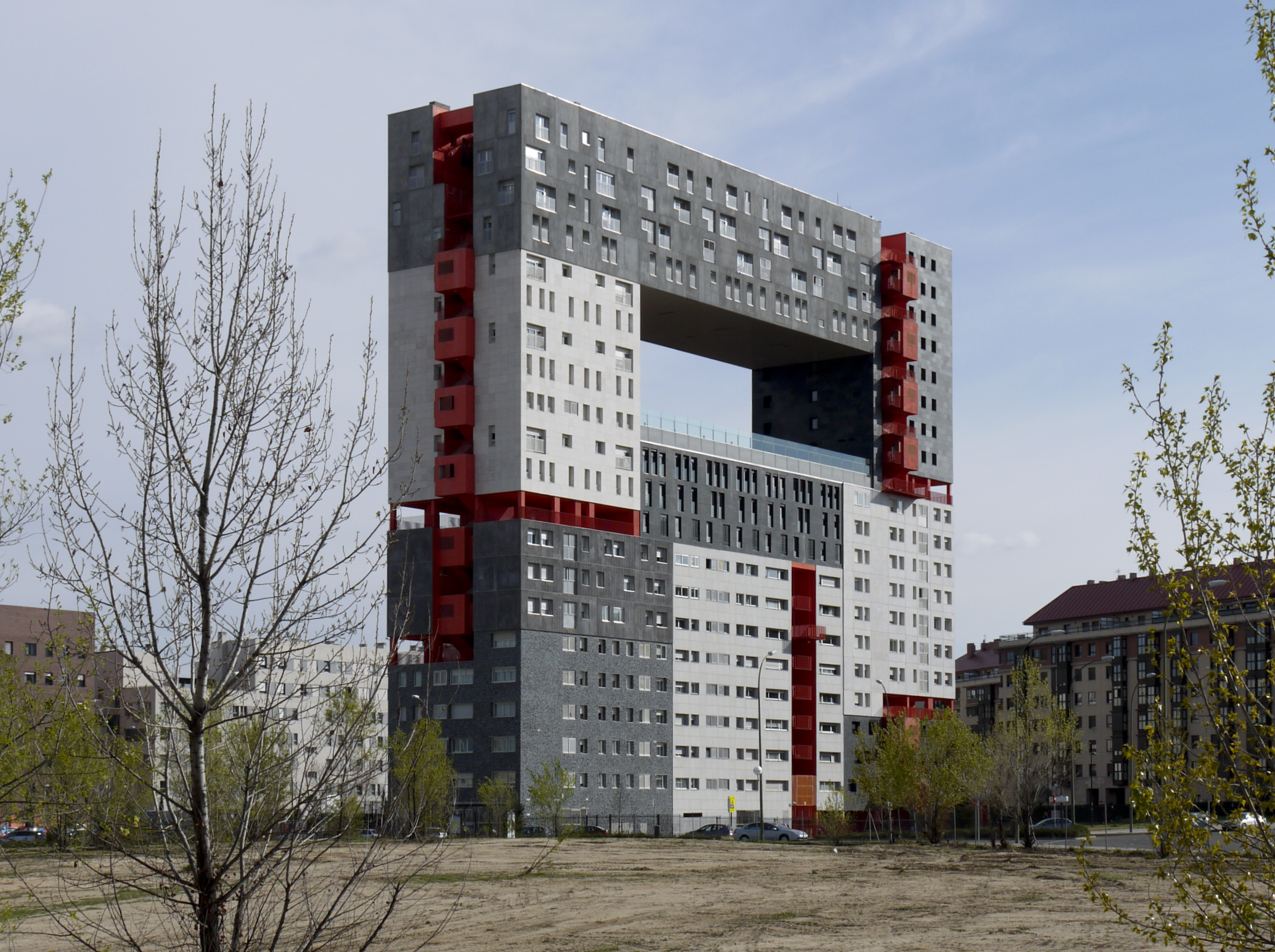
Terrass i mitten med utsikt
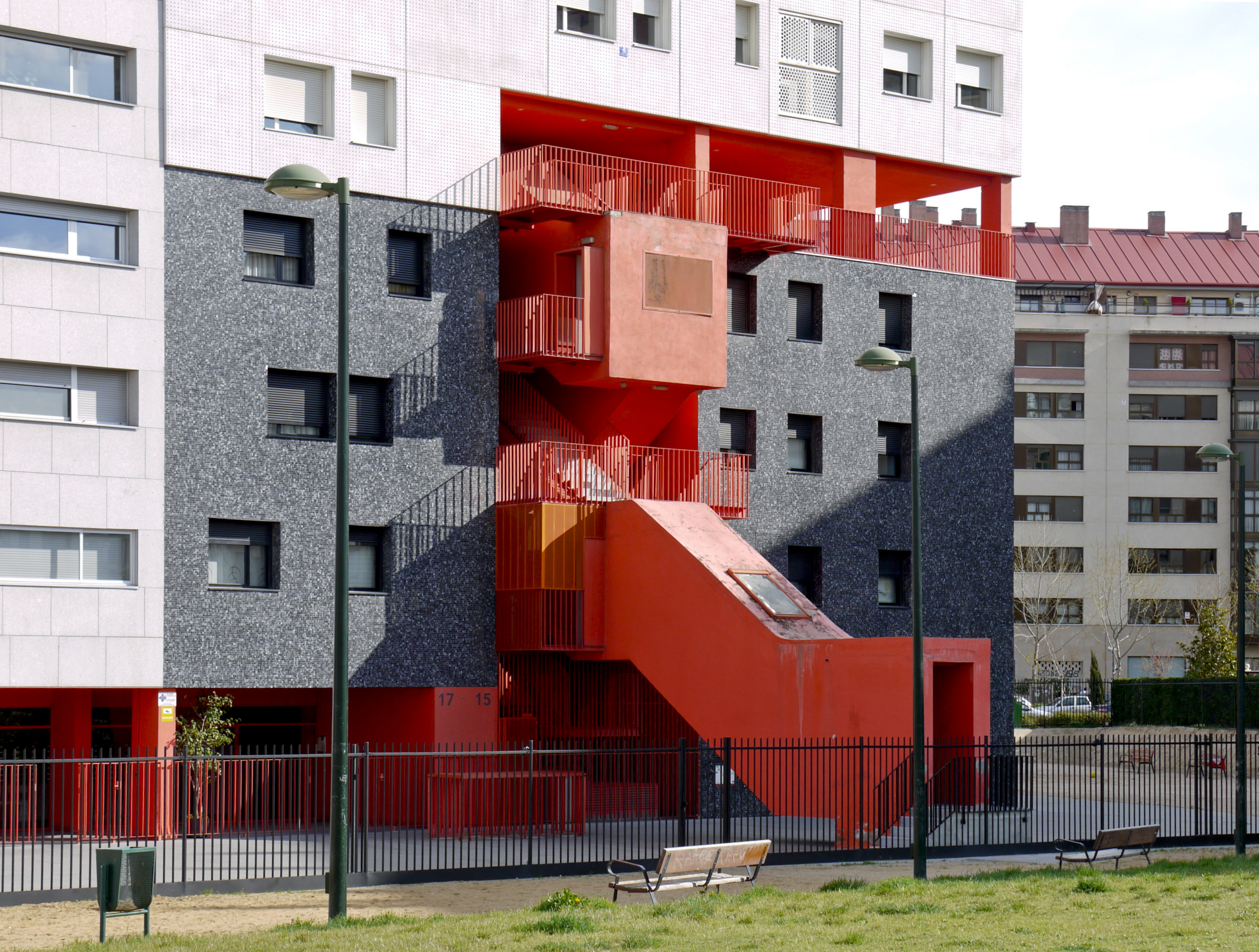
Entrén
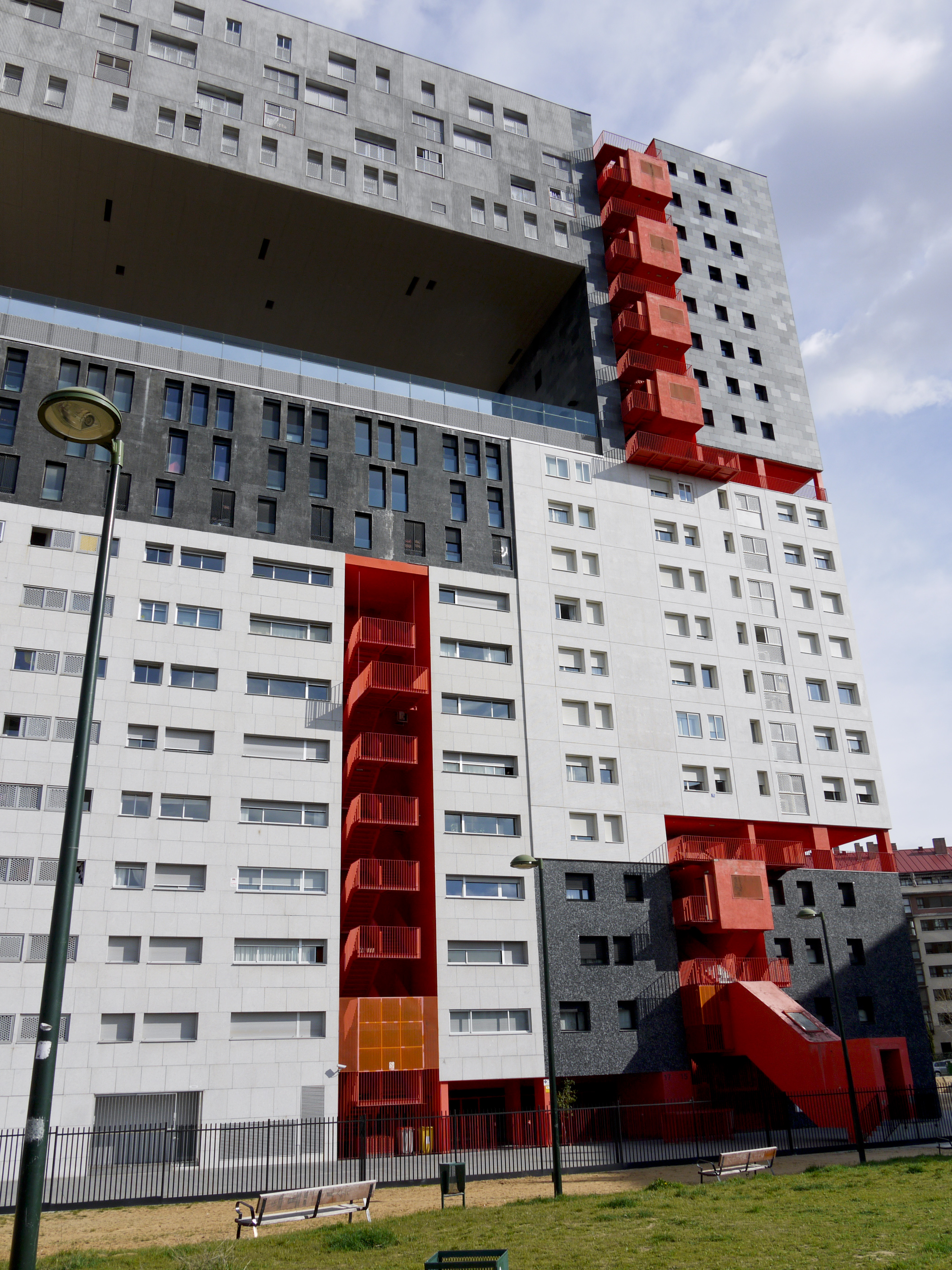
Kommunikationsytorna är orangefärgade
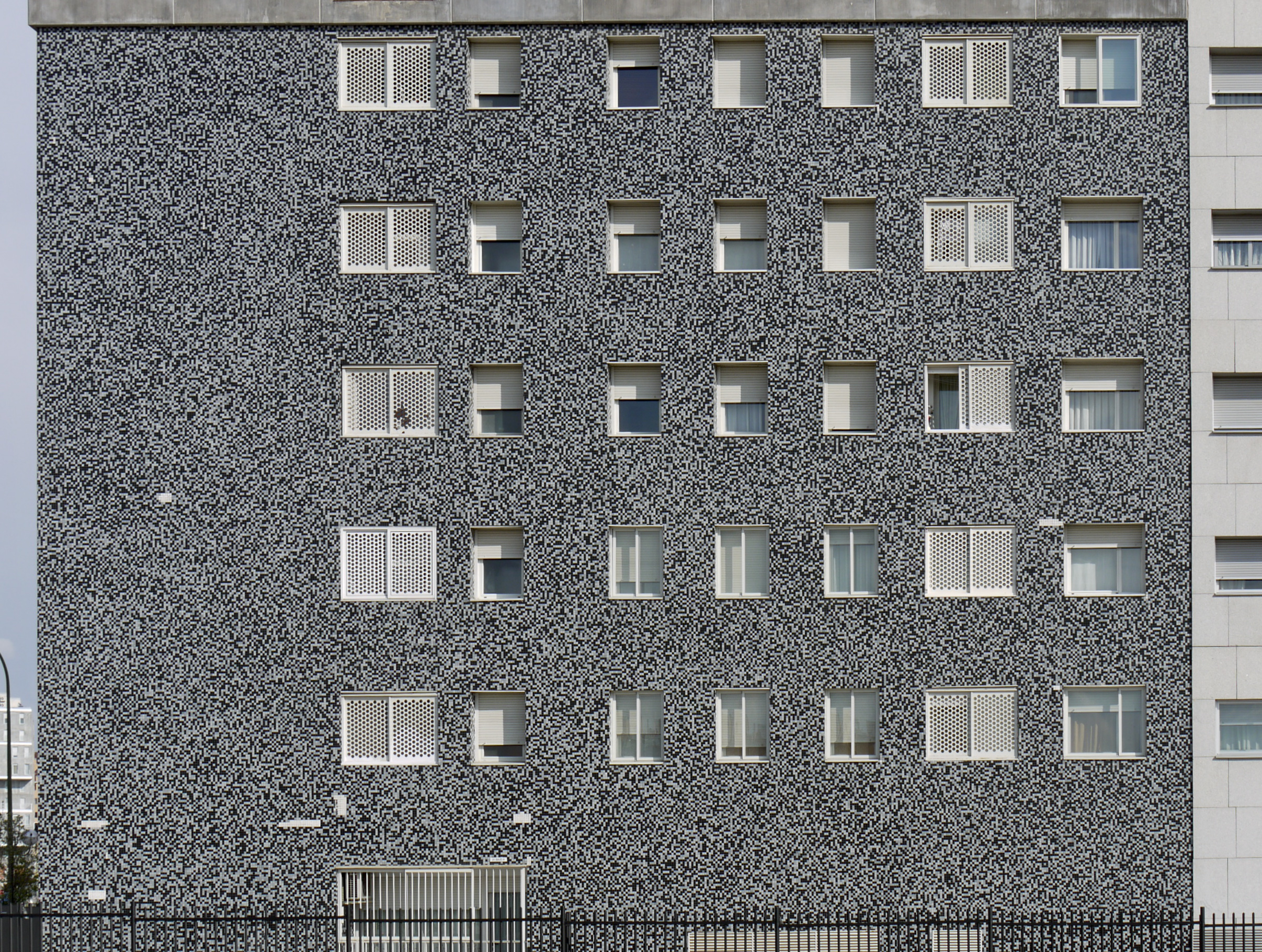
Blocken är tydligt avgränsade och skiljer sig åt i färg och form
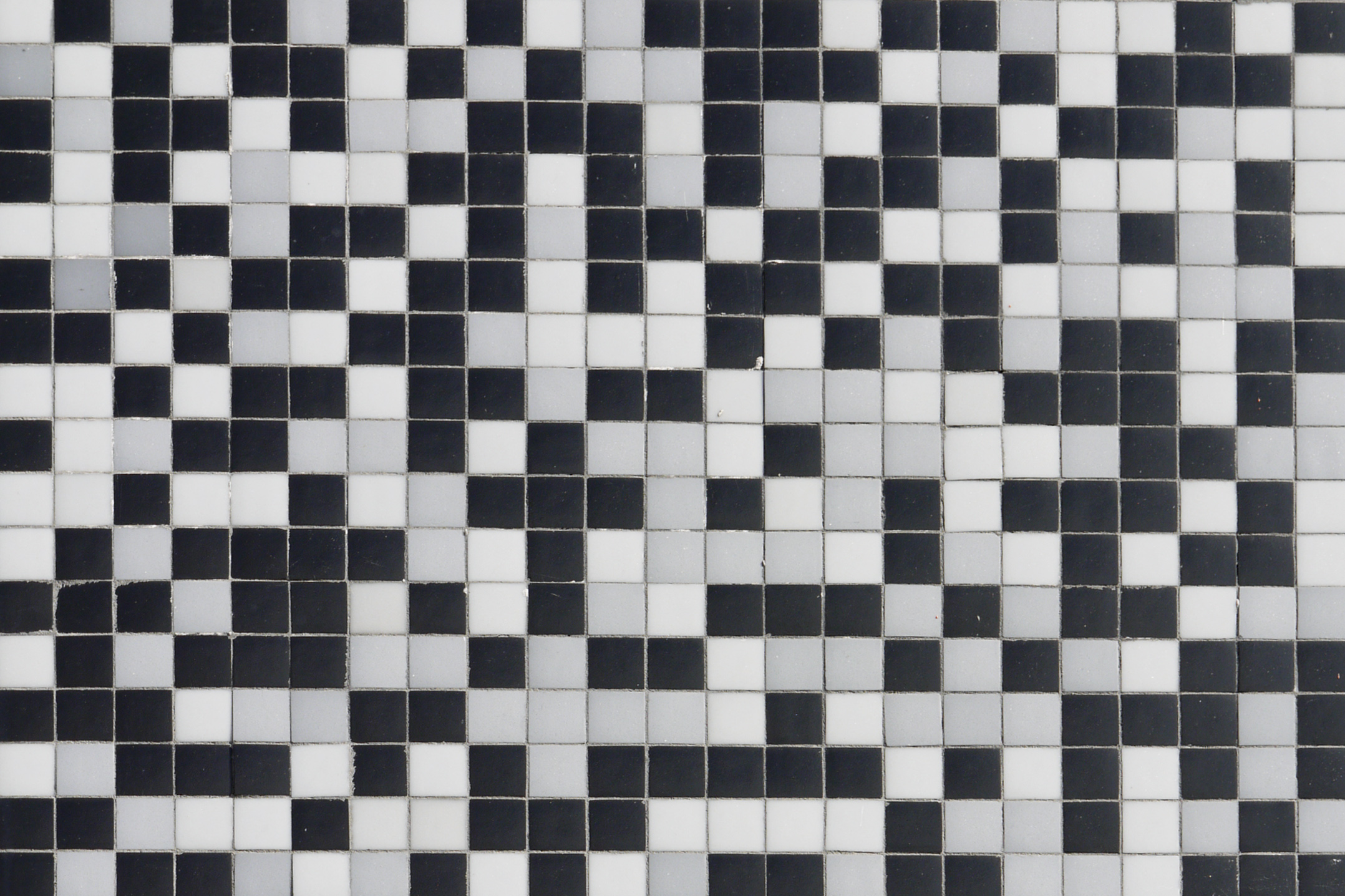
Närbild av ytbeklädnad av mosaik